# Никомед II
Никомед II Епифан или Никомед II од Битиније (грч. Νικομήδης Β' ὁ Ἐπιφανής) је био краљ Битиније од 149. п. н. е. до 127. п. н. е. Због велике популарности његов отац Прусија II га је послао у Рим. У Риму је стекао наклоност Сената, па је Прусија II од њега тражио наговори Сенат да Битинију ослободи плаћања ратне штете. Прусија је наредио да се у случају неуспеха Никомед убије, али Прусијин представник стао је на страну Никомеда и утро је Никомеду пут да уз помоћ пергамске војске свргне са власти свога оца. Дошавши на власт Никомед је био веран римски савезник и помагао им је у гушењу Андроникове побуне у Пергаму..

## Отац га шаље у Рим
Син је краља Битиније Прусије II и Апаме IV, ћерке Филипа V Македонскога. По први пут се помиње 167. пре н. е, када је пратио свога оца у Рим, који је дошао да након Трећега македонскога рата честита Римљанима на победи. Били су срдачно дочекани од стране римскога Сената. У то време је изгледа био дечак. Када је одрастао постао је популаран међу становништвом Битиније, па је Прусија II постао љубоморан и послао га је у Рим.

## Отац наручује атентат на њега
Прусија II је због суровости био изузетно непопуларан међу својим поданицима, па су многи од њих били наклоњени његовом сину Никомеду II. Прусија II је због тога почео да сумња у свога сина Никомеда II, који је у то доба живео у Риму. Пошто је Никомед био цењен у Риму Прусија је од њега тражио 154. п. н. е. да покуша да Битинију ослободи плаћања ратне одштете Пергаму. Након тога послао је у Рим Менеју са инструкцијом да убије Никомеда уколико не успе да испослује ослобађање од плаћања ратне одштете. Послао је и 2.000 војника, који је требало да изврше тај задатак. Никомед није испословао ослобађање ратне одштете, а Менеја се није усудио да убије Никомеда. Менеја је све испричао Никомеду, а уз помоћ Аталовога легата Андроника створили су план да Никомеда доведу на битинијски трон.

## Атал II помаже Никомеду II да се домогне трона Битиније
Никомед II је 149. п. н. е. је примљен у Пергаму од стране Атала II, који је тражио од Прусије да одвоји део територије за свога сина. Пошто се Прусија није повиновао том захтеву Атал II је уз помоћ Никомеда II започео рат и напао је Битинију, а становништво Битиније је прелазило на страну Никомеда II. Прусија се жалио Риму, а Рим је онда послао једну комисију, која је тражила од Атала и Никомеда да прекину рат, али становништво Битиније је добило инструкције да се жали на Прусију, па је то за комисију био добар изговор да се необављена посла врате у Рим. Рат се наставио, а Прусија II се повукао у утврђену Никомедију, али становништво је отворило капије и пустило Никомеда са војском у град. Прусија II је потражио заштиту Зеусовога храма, али ту га је убио један од Никомедових изасланика.

## Римски савезник у рату са Андроником
Уследио је миран период Никомедове владавине. Када је 133. п. н. е. умро краљ Пергама Атал III он је опоруком оставио своју краљевину Римљанима. Аристоник је преузео власт у Пергаму као краљ Еумен III и заратио је са Римљанима. Никомед II је са својом војском као римски савезник помагао 131. п. н. е. Римљанима у рату против Андроника. Умро је 127. пре н. е, а наследио га је син Никомед III од Битиније.